# Eucalyptus muelleriana
Eucalyptus muelleriana är en myrtenväxtart som beskrevs av Howitt. Eucalyptus muelleriana ingår i släktet Eucalyptus och familjen myrtenväxter. Inga underarter finns listade i Catalogue of Life.